# 巴黎天文台

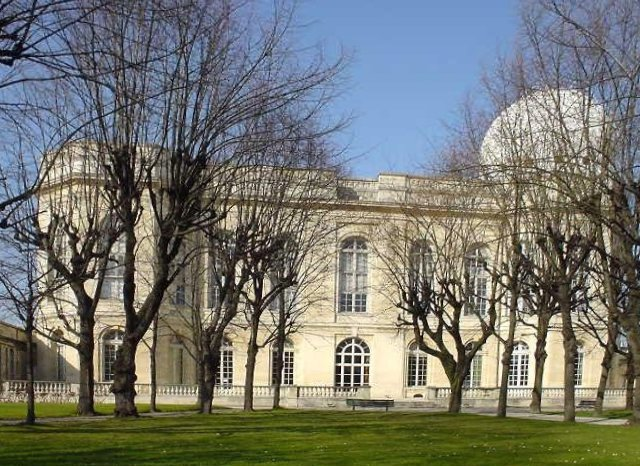
巴黎天文台

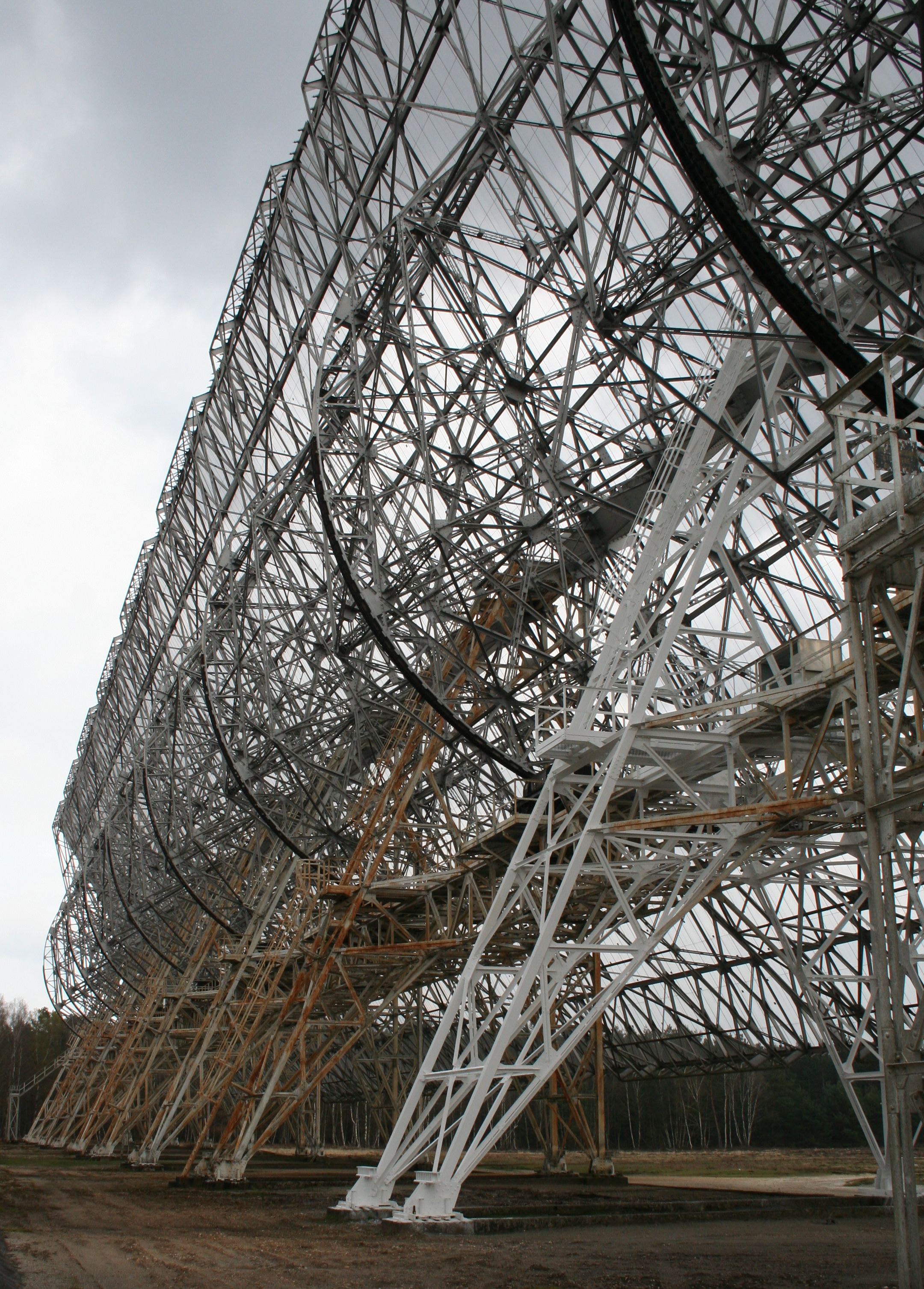
在楠赛射电天文台的雷达天线

巴黎天文台（法語：Observatoire de Paris，法語發音：[ɔbsɛʁvatwaʁ də paʁi]）是巴黎文理大学的一个研究机构，是法国最重要的天文台，也是世界上最大的天文中心之一。 它的历史建筑位于巴黎市中心塞纳河左岸，但大多数员工在巴黎西南郊区默东的卫星园区工作。
巴黎天文台成立于1667年。建设工作于1770年代初完成，并伴随着科学发展的巨大推动和皇家科学院的成立。 路易十四国王的财政大臣组织建立了一个“科学强国”（scientific powerhouse），以加深对天文学，海上航行和科学的总体理解。
几个世纪以来，巴黎天文台一直在支持天文学活动，并在21世纪连接多个地点和组织，从过去到现在，支持天文学和科学。

## 组织
在行政上，这是法國教育部的一个大型机构，其地位接近公立大学。 其任务包括：
- 天文学和天体物理学的研究；
- 教育（四个研究生课程，博士学位）；
- 向公众传播知识。

它在默东 (48°48′18.32″N 2°13′51.61″E / 48.8050889°N 2.2310028°E) 维护一个太阳天文台，在南賽（Nançay）维护射电天文台。 ，它还是国际时间局的所在地，直到国际时间局1987年被解散。
巴黎天文台图书馆成立于1785年，为研究人员提供文献资料，并保存该机构的古代书籍，档案和文物的收藏。 许多收藏可在线获得。

### 默東

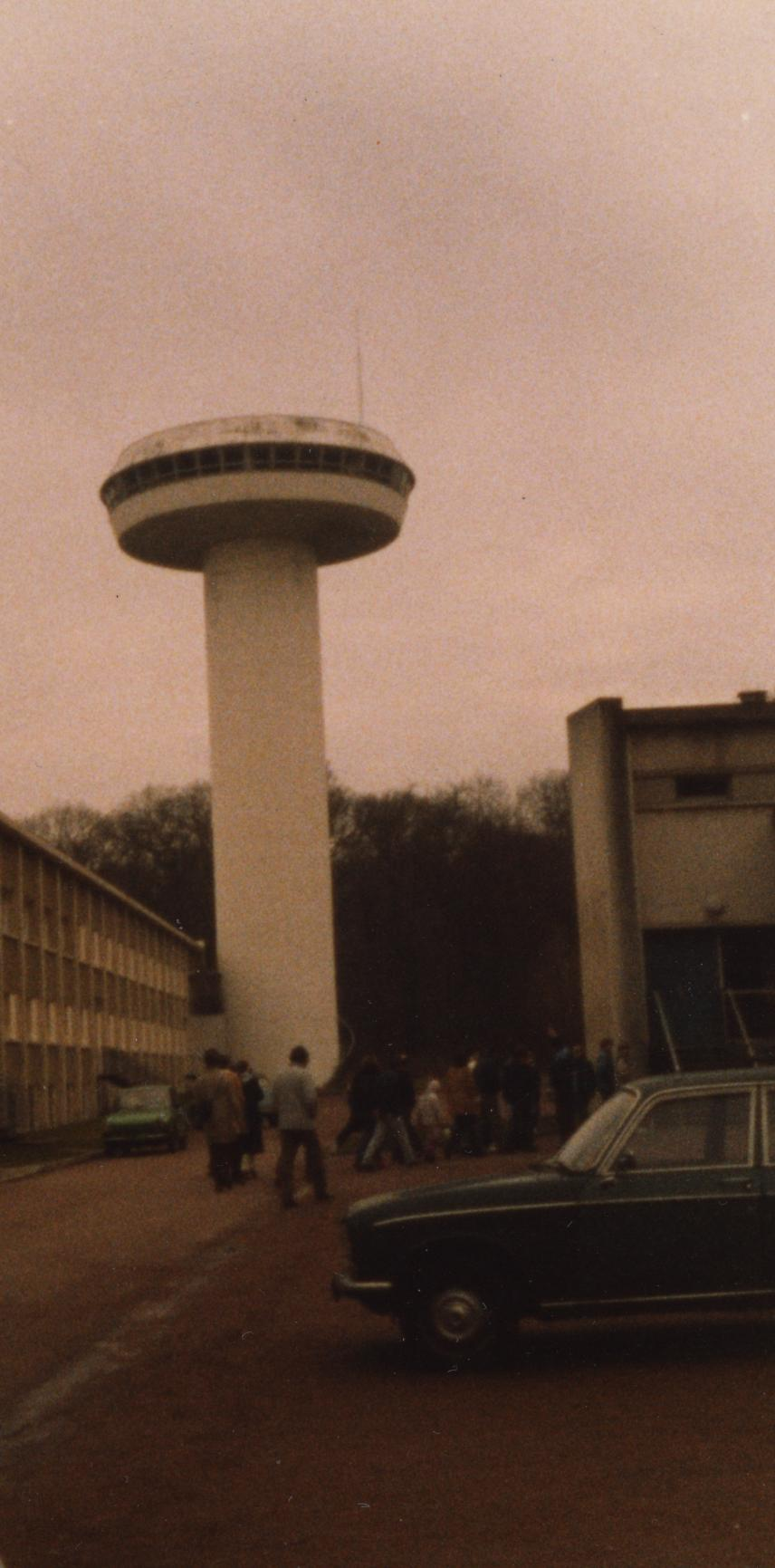
太陽觀測塔

默東天文台是氦的發現者之一，皮埃爾·讓森在19世紀末建造的。他獲得在舊皇宮遺址上建造的許可，使用了一百萬法郎建造了當時最宏偉的觀測站之一，重點是天文學和太陽物理學。在第一次世界大戰後，才併入巴黎天文台，成為巴黎天文台重要的校園。甚至到了21世紀，默東天文台仍然在進行太陽觀測。而幾十年來保留下來的大折射鏡和俯瞰巴黎城的天文花園一直讓遊客們趨之若鶩。這個天文台包括：
- 默東太陽觀測塔（英语：Solar Observatory Tower Meudon）
- 默東城堡（英语：Chateau de Meudon）
- LESIA空間與天體物理學儀器研究實驗室[5]

## 历史

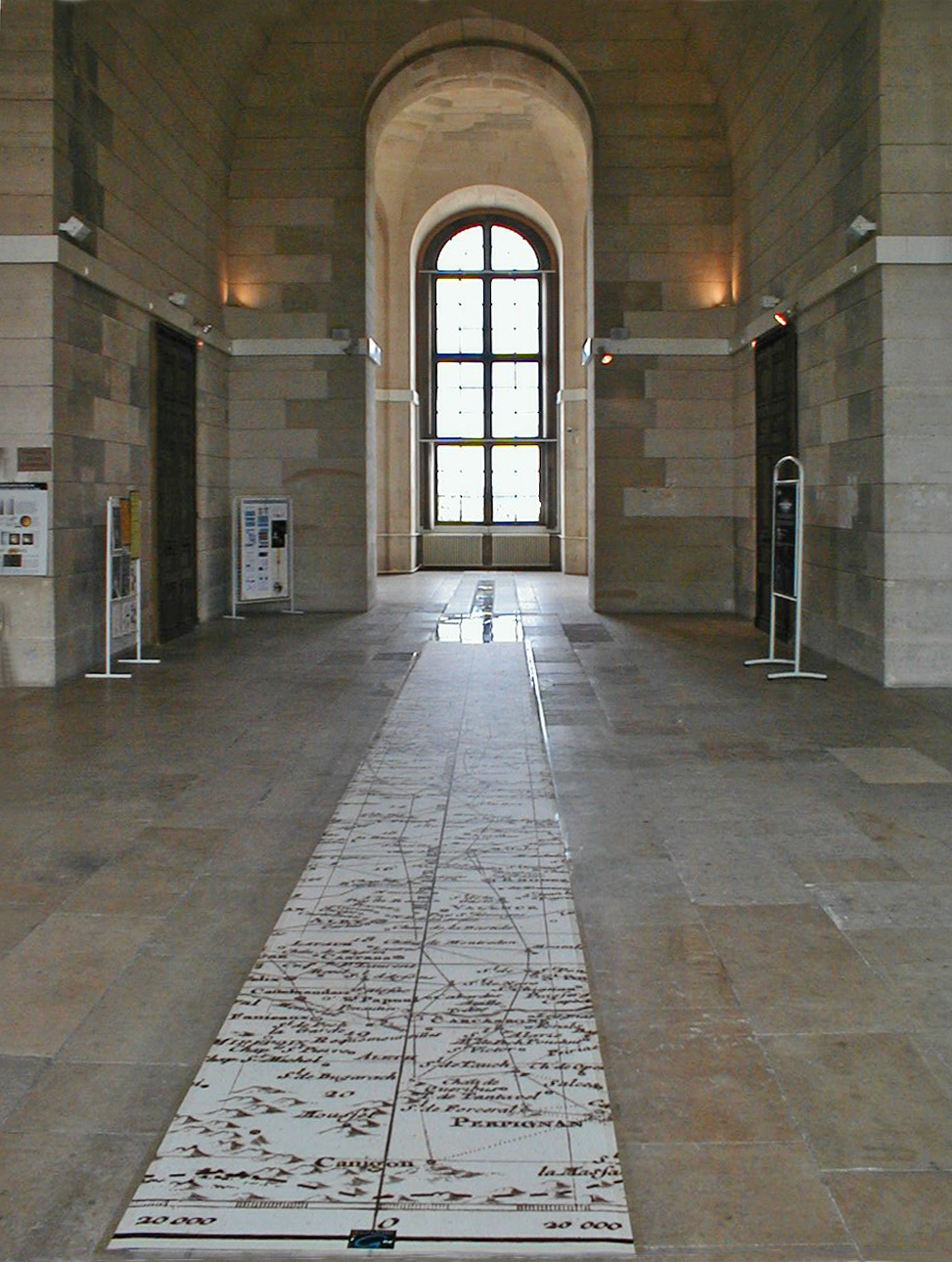
巴黎天文台的子午线室（或卡西尼室）。 巴黎子午线位于地板上。

巴黎天文台是法国国王路易十四根据财政大臣和海军国务大臣让-巴普蒂斯特·柯尔贝尔组织的法国科学院一群人于1665-1666年提议。1666年，法國路易十四批准建造天文台。
1666年12月22日召開的第一屆會議決定成立皇家天文台，即現在的巴黎天文台。 它是所有院士的聚會和實驗場所。 但由於當時距離巴黎較遠，因此只有天文學家使用它。
1667年仲夏節，科學院院士在皇家修道院附近城鎮外的地塊上追踪了未來建築的輪廓，巴黎子午線正好將南北平分。 子午線被用作導航的基礎，法國製圖者將其作為本初子午線已有200多年的歷史了。 它比成立於1675年的英國格林尼治皇家天文台早了幾年。
1667年开始建立的，1671年完工，首任台长是法国著名天文学家卡西尼，他曾在这里发现了土星的四个卫星（土卫八、土卫五、土卫四、土卫三）、卡西尼环缝、木星的较差自转、大红斑，解释了黄道光的成因。

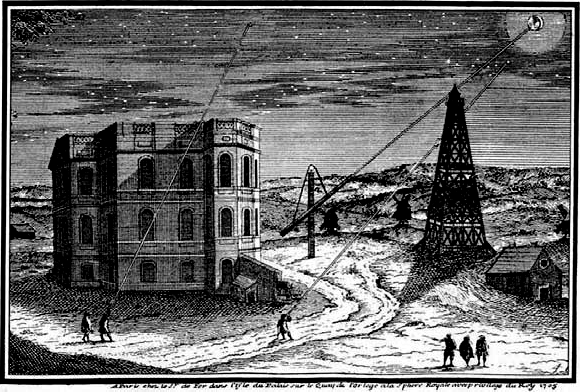
十八世紀初的天文台，右邊是木製的“马尔利机械”，這是天文學家乔瓦尼·多梅尼科·卡西尼（Giovanni Cassini）將其移至地面，用於安裝超長管望遠鏡甚至更長的無管的航空望遠鏡。

### 卡西尼王朝
巴黎天文台由卡西尼家族營運了125年：
- 1669年至1712年間，乔瓦尼·多梅尼科·卡西尼 (卡西尼一世, Cassini I) 對其進行了快速擴張。 在此期間，惠更斯、羅默等偉大天文學家經常光顧天文台。 讓·皮卡德（Jean Picard）測量了地球子午線弧度；
- 他的兒子雅克·卡西尼（卡西尼二世, Cassini II）於1712年至1756年接管。天文台隨後由科學院管理。 但實際上，台长有很大的獨立性；
- 1756年至1784年，其孫子塞薩爾-弗朗索瓦·卡西尼（卡西尼三世，也稱為蒂里的卡西尼）領導了該計畫。正是在這一時期，大地測量學和製圖學的研究得到了發展。
- 他的曾孫让-多米尼克·卡西尼伯爵（卡西尼四世）從1784 年開始領導天文台。上任一年後，他招收了三名學生：尼古拉斯·安托萬·努埃、讓·佩米·德·維倫紐夫和亞歷山大·魯埃（他們的1793年8月31日的公約法令賦予了天文學家，甚至教授的地位）。 作為一名君主主義者，他於1793年9月5日辭職，並於次月離開天文台，並由自學者亞亚历克西·布瓦尔 (Alexis Bouvard) 接替。

所有卡西尼都在天文台內，甚至住在那裡。

### 成就

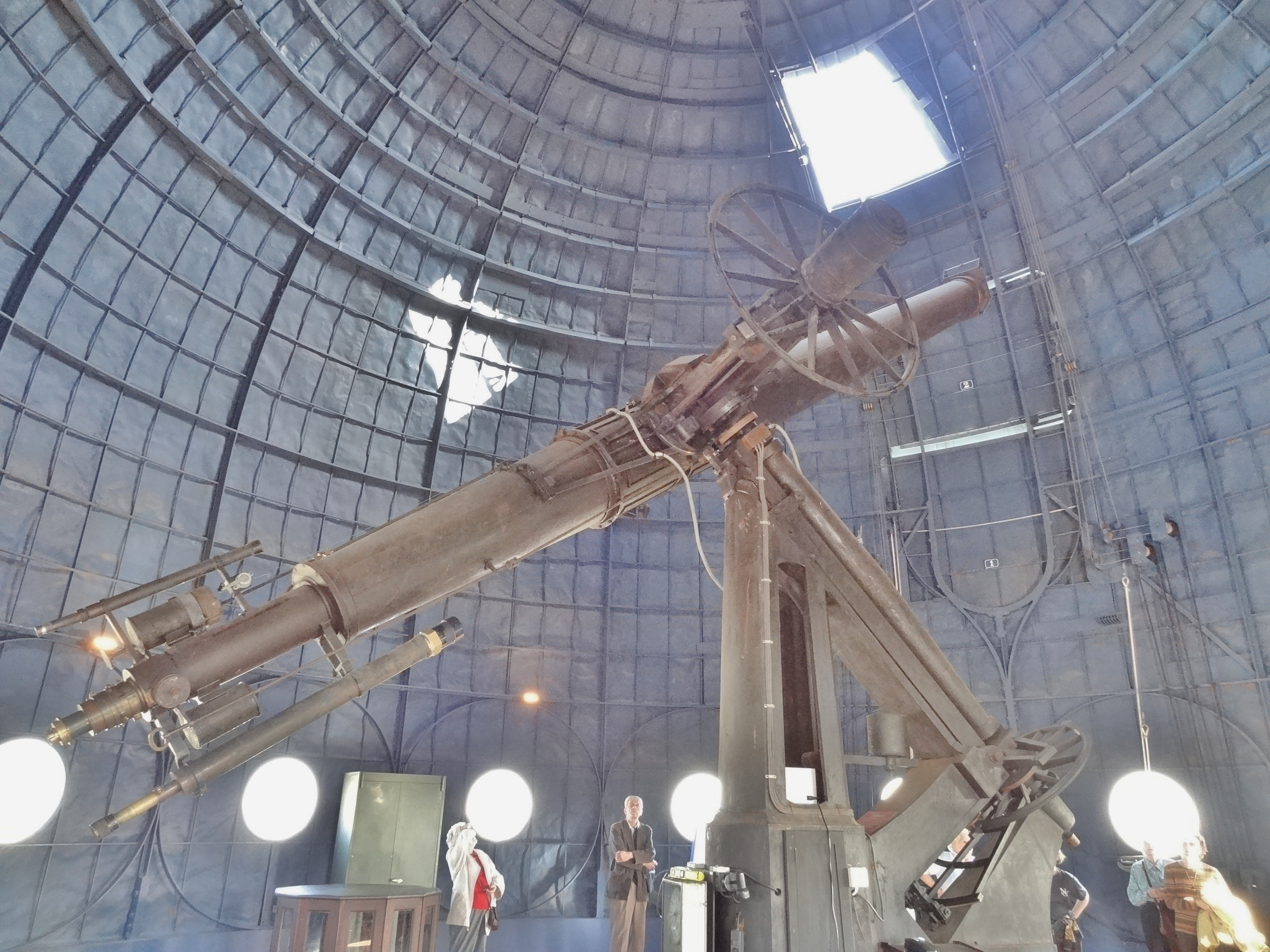
阿拉戈赤道望遠鏡（38 公分/15 英吋孔徑）

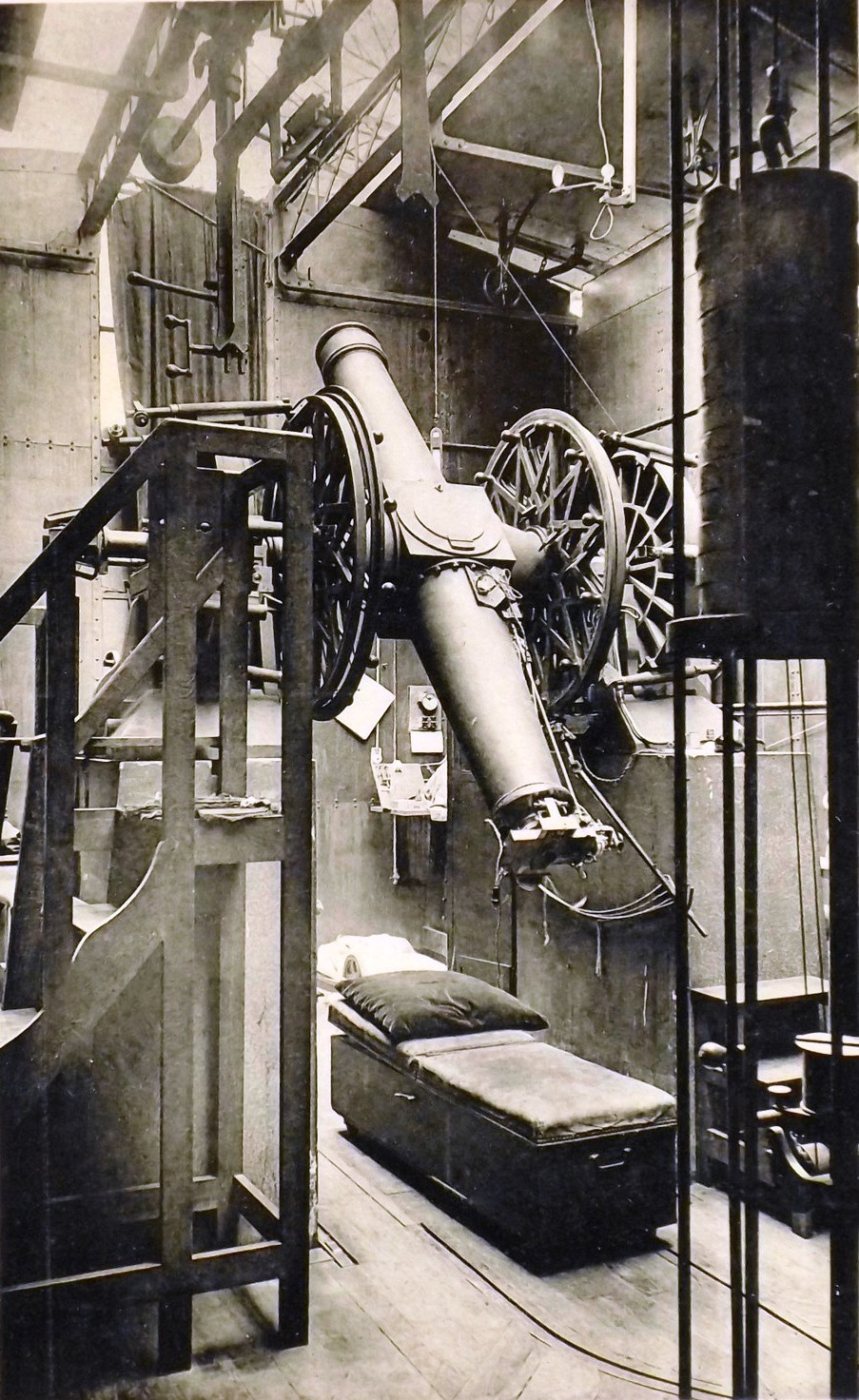
天文台子午線儀

1671年，从巴黎天文台发现了土星的卫星土卫八(Iaptus)，并在1672年发现了土卫五(Rhea)。1684年，土卫四（Dione）和土卫三（Tethys）也被发现了。
1676年，工作人员得出结论，光本身以有限的速度传播。
1679年，巴黎天文台出版了世界上第一部天文年历，利用木星卫星的掩食帮助海上船舶测定经度。1863年，天文台出版了第一份现代意义上的天氣圖。
1913年9月，巴黎天文台用埃菲尔铁塔做天线，接收美国海军天文台发出的无线电信号，精确测定了两地的经度差。巴黎天文台还是国际时间局的所在地，直到国际时间局于1987年解散。

### 350周年

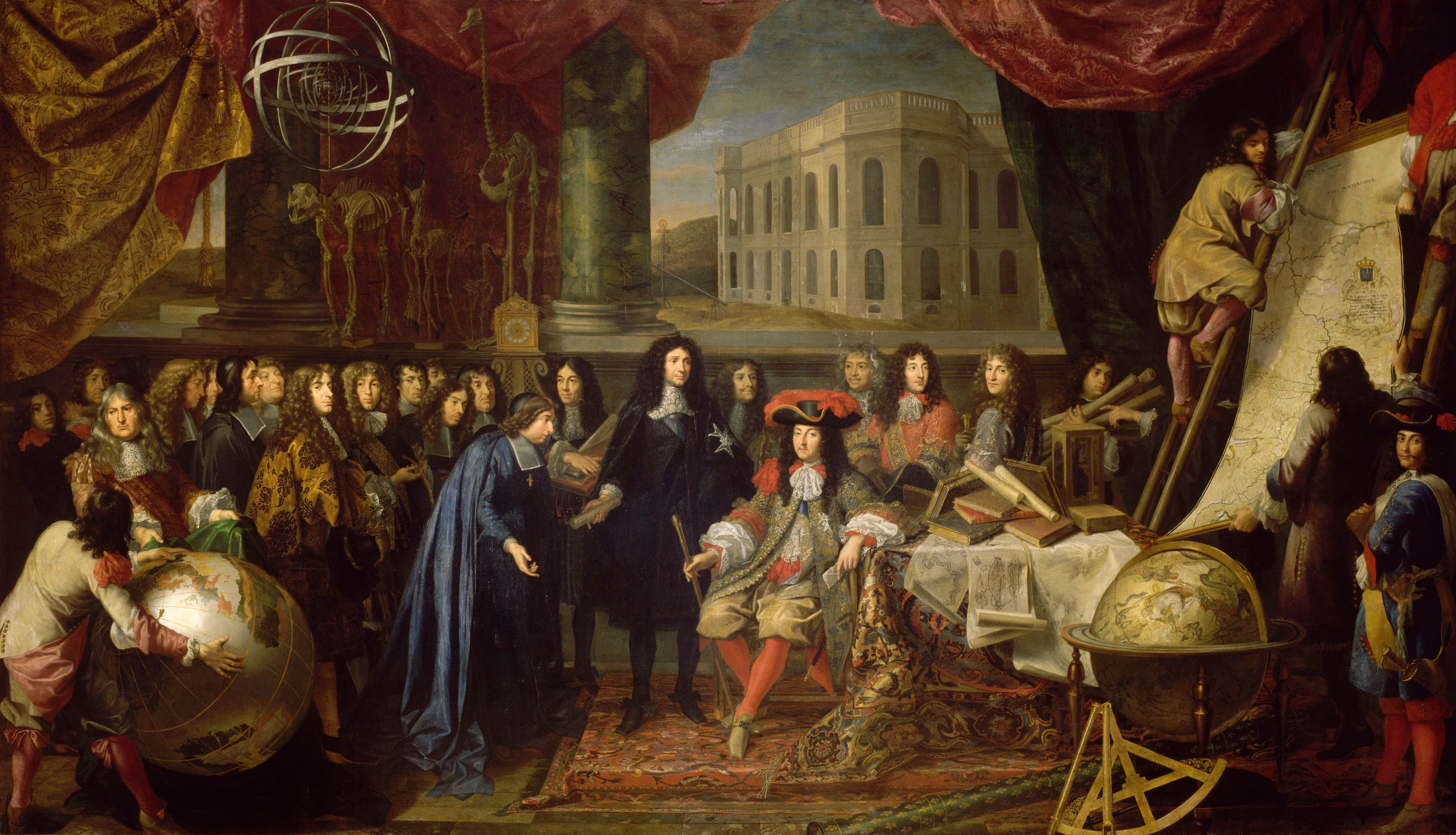
这幅17世纪的画作展示了皇家科学院的各位成员，并在背景中展示了新的巴黎天文台设施。

2017年，巴黎天文台庆祝活动350周年。 多年的历史提供了丰富的技术，发现和人员故事。 一些著名的项目是有早期的确定经度和地图制作，后来开发了更先进的望远镜和天文仪器，以及诸如"天空之图Carte du Ciel"等著名项目。
如今，巴黎天文台是世界上最大的天文和天体物理学机构之一，在法国及其他地区都设有分部。

### 遺產
巴黎天文台圖書館保存了大量天文台和知名天文學家的原創作品和信件。 整個館藏已在名為 Alidade - Accès en Ligne aux Instruments, Documents et Archives De l’astronomE（線上存取天文學儀器、文件和檔案）的線上檔案中清點。 一些作品現已在數位圖書館進行數位化 （页面存档备份，存于），例如約翰·赫維留(Johannes Hevelius)、熱羅姆·拉朗德(Jérôme Lalande) 、和约瑟夫-尼古拉·德利尔(Joseph-Nicolas Delisle) 的著作。